# Rampe
 Denne artikel omhandler udligning af højdeforskel. Opslagsordet har også en anden betydning, se rampe (scene).
En Rampe er som udgangspunkt en indretning der muliggør adgang mellem to niveauer ad en (relativt) jævn overflade, i modsætning til en trappe.
Normalt er der tale om en skrå flade, enten fast opbygget eller en del af siden eller bagenden på et køretøj, der kan vippes ned. En bagmonteret rampe er ofte en lang lift, der skråtstilles.
En fast rampe ses tit ved varemodtagelser hvor lastbiler skal læsses og losses, enten med håndkraft eller med gaffeltruck. Dette er dog ikke det eneste sted der tales om ramper, idet for eksempel tilkørselsveje til motorveje også kaldes ramper. Også her er funktionen at man bevæger sig fra et niveau til et andet (mellem motorvejen og den tværgående vej).
I pakhuse og godsterminaler er ramper tit lidt anderledes end ovennævnte, idet terrænet udendørs er sænket i forhold til bygningens gulv, således at højdeforskellen passer med en cirkahøjde på ladbunden i de fleste lastbiler. Herved er rampen blot en kant uden for porten, som lastbilen bakker imod. Efterhånden som der er opbygget volumetrailere, kommet flere små varebiler på gaderne og andre afvigelser fra den almindelige højde, har man dog mange steder monteret en lift der kan vippe rampegulvet fra varebilshøjde til høj lastbilshøjde, og på den måde er man alligevel kommet tilbage til den oprindelige betydning af ordet.
Ved færgelejer til bilfærger etableres ofte en betonrampe, som færgens landgangsbro kan lægges ned på. Denne rampe er nødt til at være skrå, da vandstanden ændrer sig. Ved jernbanefærger er rampen mere teknisk, da færgen skal passe præcist i lejet for at skinnerne er ud for hinanden.
Endelig er der de ramper der bruges til skateboards, rulleskøjter og BMX-cykler. Funktionen af disse ramper er at få udøveren op i luften, hvor der kan udføres forskellige "stunts" unden man lander igen. Ramperne hertil er enten blot en skråning, der løfter udøveren mens fremdriften holdes, eller udformet som et U med flad bund og lodrette sider, hvor udøverens fremdrift presses over i opdrift, og man (forhåbentlig) lander hvor man kom fra og kan tage turen tilbage og op på den modsatte side.